# Povile
Povile falu Horvátországban, Tengermellék-Hegyvidék megyében. Közigazgatásilag Novi Vinodolskihoz tartozik.

## Fekvése
A horvát tengerpart északi részének közepén, Novi Vinodolskitól 3 km-re délkeletre a Noviból Zenggbe menő főút mellett, a tengerparton a Szent Magdolna és a Teplo fokok között fekszik.

## Története
A Butković család által benépesített kis halászfalu a ledenicei uradalom, majd Ledenice község  része volt. 1857-ben 243, 1910-ben 223 lakosa volt. 1920-ig Modrus-Fiume vármegye Novi járásához tartozott. Alapiskolája 1922-től 1949-ig működött, amikor a gyerekek kevés száma miatt bezárták. 1935-ig az új iskolaépület felépüléséig egy magánházban működött. A II. világháború után Novi községhez csatolták. Az elektromos áramot 1957-ben vezették be. Két évvel később az egykori iskola mellett étterem és turistatelep létesült. 2011-ben 236 lakosa volt.

## Lakosság
| Lakosság változása | Lakosság változása | Lakosság változása | Lakosság változása | Lakosság változása | Lakosság változása | Lakosság változása | Lakosság változása | Lakosság változása | Lakosság változása | Lakosság változása | Lakosság változása | Lakosság változása | Lakosság változása | Lakosság változása | Lakosság változása |
| ------------------ | ------------------ | ------------------ | ------------------ | ------------------ | ------------------ | ------------------ | ------------------ | ------------------ | ------------------ | ------------------ | ------------------ | ------------------ | ------------------ | ------------------ | ------------------ |
| 1857               | 1869               | 1880               | 1890               | 1900               | 1910               | 1921               | 1931               | 1948               | 1953               | 1961               | 1971               | 1981               | 1991               | 2001               | 2011               |
| 243                | 482                | 213                | 194                | 232                | 223                | 212                | 180                | 142                | 140                | 137                | 156                | 166                | 199                | 211                | 236                |

## Nevezetességei
A falunak két kis kápolnája van Szent Mária Magdolna és Szent János tiszteletére szentelve. Közülük már csak ez előbbi van használatban. A Szent Mária Magdolna kápolna a 14. században épült. 
Szent Mária Magdolna a település védőszentje, ünnepét (július 22.) minden évben szentmisével és nagy mulatsággal ülik meg.